# Kvisttjärnen, Dalarna
Kvisttjärnen är en sjö i Älvdalens kommun i Dalarna och ingår i Dalälvens huvudavrinningsområde. Sjön har en area på 0,0616 kvadratkilometer och ligger 274,4 meter över havet.

## Delavrinningsområde
Kvisttjärnen ingår i det delavrinningsområde (679618-140092) som SMHI kallar för Ovan VDRID = 672632-158939 i Dalälvens vattendrag*. Medelhöjden är 302 meter över havet och ytan är 9,31 kvadratkilometer. Räknas de 460 avrinningsområdena uppströms in blir den ackumulerade arean 5 068,08 kvadratkilometer. Avrinningsområdets utflöde Dalälven (Österdalälven) mynnar i havet. Avrinningsområdet består mestadels av skog (63 procent), öppen mark (10 procent) och sankmarker (12 procent). Avrinningsområdet har 0,46 kvadratkilometer vattenytor vilket ger det en sjöprocent på 4,9 procent. Bebyggelsen i området täcker en yta av 0,19 kvadratkilometer eller 2 procent av avrinningsområdet.